# Ајнштајнијум
Ајнштајнијум (лат. einsteinium) јесте вештачки хемијски елемент са симболом Es и атомским бројем 99. У периодном систему смјештен је у групу актиноида (7. периода, f-блок) те се према томе убраја у трансуранијске елементе. Ајнштајнијум је радиоактивни метал, који се у лабораторији може добити у једва мерљивим количинама. Откривен је након пробе прве америчке хидрогенске бомбе 1952. године, а добио је име у част Алберта Ајнштајна, иако он лично није учествовао у открићу нити у изучавању овог елемента. У врло малим количинама настаје у нуклеарним реакторима. Метални ајнштајнијум као и његова једињења синтетишу се у врло малим количинама, углавном у сврху проучавања.

## Историја
Ајнштајнијум, заједно са фермијумем, откривен је након извршене пробе прве америчке хидрогенске бомбе, назване Ајви Мајк, 1. новембра 1952. године на атолу Ениветок. Први узорци овог елемента пронађени су на посебним филтер-папирима, закаченим на авионе који су у сврху истраживања пролазили кроз облак настао при експлозији. Нешто веће количине ајнштајнијума изоловане су накнадно из коралних гребена око атола. Из разлога војне тајне, резултати тог истраживања нису одмах објављени.
Прва проучавања остатака насталих након експлозије, показали су настанак новог изотопа плутонијума 244Pu, а сматрало се да је он могао настати само примањем шест неутрона у језгро уранијума 238, а након тога уследила су два узастопна β-распада.
{\displaystyle \mathrm {^{238}_{\ 92}U\ {\xrightarrow[{-2\ \beta ^{-}}]{+\ 6\ (n,\gamma )}}\ _{\ 94}^{244}Pu} }
У то време, сматрало се да је апсорпција неутрона у тешко језгро неког атома један врло редак процес. Идентификовање изотопа 244Pu навело је научнике на закључак да се у језгро уранијума могу „хватати” бројни неутрони, што би ултиматно довело до синтезе неког новог елемента.
Одвајање растворених јона актиноида успело је применом јонско-измењивачке технике у окружењу одређених бафера лимунске киселине и амонијум цитрата у слабо киселом медију (pH ≈ 3,5) и повишеној температури. Елемент 99 (ајнштајнијум) врло брзо је доказан; напре је доказано присуство изотопа 253Es, који је високоенергетски α-емитер (6,6 ). Он настаје из уранијума 238U захватом 15 неутрона, након чега следи седам β-распада.
Настанак ових изотопа путем наставка захвата неутрона био је могућ због тога што је у тренутку детонације бомбе густина тока неутрона била тако висока, тако да се већина, у међувремену насталих радиоактивних, атомских језгара није стигла распасти пре него што је уследио следећи захват неутрона. Тако при изузетно густим током неутрона такође значајно расте и масени број, без да им се мења атомски број. Тек тада настали нестабилни нуклиди почињу да се распадају преко бројних β-распада до стабилних или нестабилних нуклида са високим атомским бројевима:
{\displaystyle \mathrm {^{238}_{\ 92}U\ {\xrightarrow[{-7\ \beta ^{-}}]{+\ 15,\ 16,\ 17\ (n,\gamma )}}\ _{\ \ \ \ \ \ \ \ \ \ \ 99}^{253,\ 254,\ 255}Es} }
У септембру 1953. и даље није било назнака када би се могли објавити резултати истраживања тимова са националних лабораторија Ловренц Беркели, Аргон и Лос Аламос. Одлучено је да се нови елементи синтетишу путем експеримента бомбардовања атомских језгара, чиме се истовремено осигурало да се резултати тих открића не држе као војне тајне, те су се због тога могли и објавити. Убрзо су у Радијацијској лабораторији Универзитета Калифорније успли да добију изотопе ајнштајнијума путем бомбардовања мете сачињене од уранијума (238U) атомима азота (14N). Међутим, касније су сазнали да су већ обављена испитивања овог елемента, али су до тада важила за војну тајну. Изотопи оба новооткривена елемента добијени су радијацијом изотопа 239Pu, а резултати су објављени у пет научних часописа у врло кратком временском интервалу. Последње реакције почев од калифорнијума биле су:
{\displaystyle \mathrm {^{252}_{\ 98}Cf\ {\xrightarrow {(n,\gamma )}}\ _{\ 98}^{253}Cf\ {\xrightarrow[{17,81\ d}]{\beta ^{-}}}\ _{\ 99}^{253}Es\ {\xrightarrow {(n,\gamma )}}\ _{\ 99}^{254}Es\ {\xrightarrow[{}]{\beta ^{-}}}\ _{100}^{254}Fm} }
Из тих разлога, тим научника са Берклија био је забринут да би друге групе истраживача могле бомбардовањем јонима открити и објавити откиће елемента 100, пре него што се објаве њихови резултати који су до тада чувани као тајна. Већ крајем 1953. и почетком 1954. радна група Нобеловог института за физику у Стокхолму извршила је експеримент бомбардовања уранијумових атомских језгара језгрима азота. Настао је изотоп елемента 100 са масеним бројем 250 (250). Тим из Берклија је већ тада објавио неке резултате хемијских особина оба новооткривена елемента. Најзад, са резултата термонуклеарне експлозије из 1955. је скинута ознака тајности па су убрзо и објављени.
Врло брзо је било јасно да је тим из Беркија био први који је открио елементе, а чијих пет радова је надмашивало резултате из шведских журнала, те било поткрепљено ранијим тајним резултатима добијеним из термонуклеарне експлозије из 1952. године. То је био основни разлог да се овом тиму додели част предлога имена новог елемента. Они су се одлучили да елементу дају име по познатом, већ тада преминулом научнику. Ускоро су се споразумели да би то могла бити имена научника Ајнштајна и Фермија, од којих је Ајнштајн умро непосредно пре објаве открића: Предлажемо име за нови елемент са атомским бројем 99, „ајнштајнијум” (симбол ) у част Алберта Ајнштајна, а име за елемент са атомским бројем 100, "фермијум" (симбол ), према имену Енрика Фермија. Званичну објаву открића оба новооткривена елемента ајнштајнијума и фермијума дао је Алберт Гиорсо на Првој конференцији о мирнодопској употреби атомске енергије, одржаној у Женеви од 8. до 20. августа 1955. године. Симбол хемијског елемента ајнштајнијума је касније промијењен из E у данашње Es.

## Особине
У периодном систему, ајнштајнијум са атомским бројем 99 налази се у групи актиноида. Његов претходник је калифорнијум, а након њега следи елемент фермијум. Аналог ајнштајнијума у групи лантаноида је холмијум.

### Физичке
Ајнштајнијум је вештачки, веома радиоактивни метал, који се топи на око 860 °, а кључа на 996 °. Његова густина је око 8,84 3. Он се кристализује у кубном кристалном систему у просторној групи  са параметром решетке a&nbsp;=&nbsp;575&nbsp;pm, што одговара кубној површински центрираној решеци (ф.ц.ц.) односно кубном најгушћем кугластом паковању са редоследом слојева АБЦ. Радиоактивност елемента је тако снажна да се због ње уништава метална решетка. Метал је двовалентан и има значајно високу волатилност. Сматра се великом опасношћу за здравље у случају гутања.

### Хемијске
Као и сви други актиноиди, и ајнштајнијум је изузетно реактиван. У воденим растворима најстабилнији је у тровалентном оксидацијском стању, а позната су његова једињења и у дво- и четворовалентном стању. Двовалентна једињења се могу добити у чврстом стању, док се четворовалентна једињења могу добити у количинама у траговима помоћу техника хемијског транспорта, мада коначна потврда за то још није објављена. Водени раствори јона Es3+ су светло ружичасте боје.